# Липняки (Калінінградська область)
Липняки (рос. Липняки) — селище Правдинського району, Калінінградської області Росії. Входить до складу Желєзнодорожного міського поселення.
Населення —  303 особи (2015 рік). 

## Населення
| 2002 | 2010 |
| ---- | ---- |
| 425  | ↘303 |